# مسجد الاستقلال (حيفا)

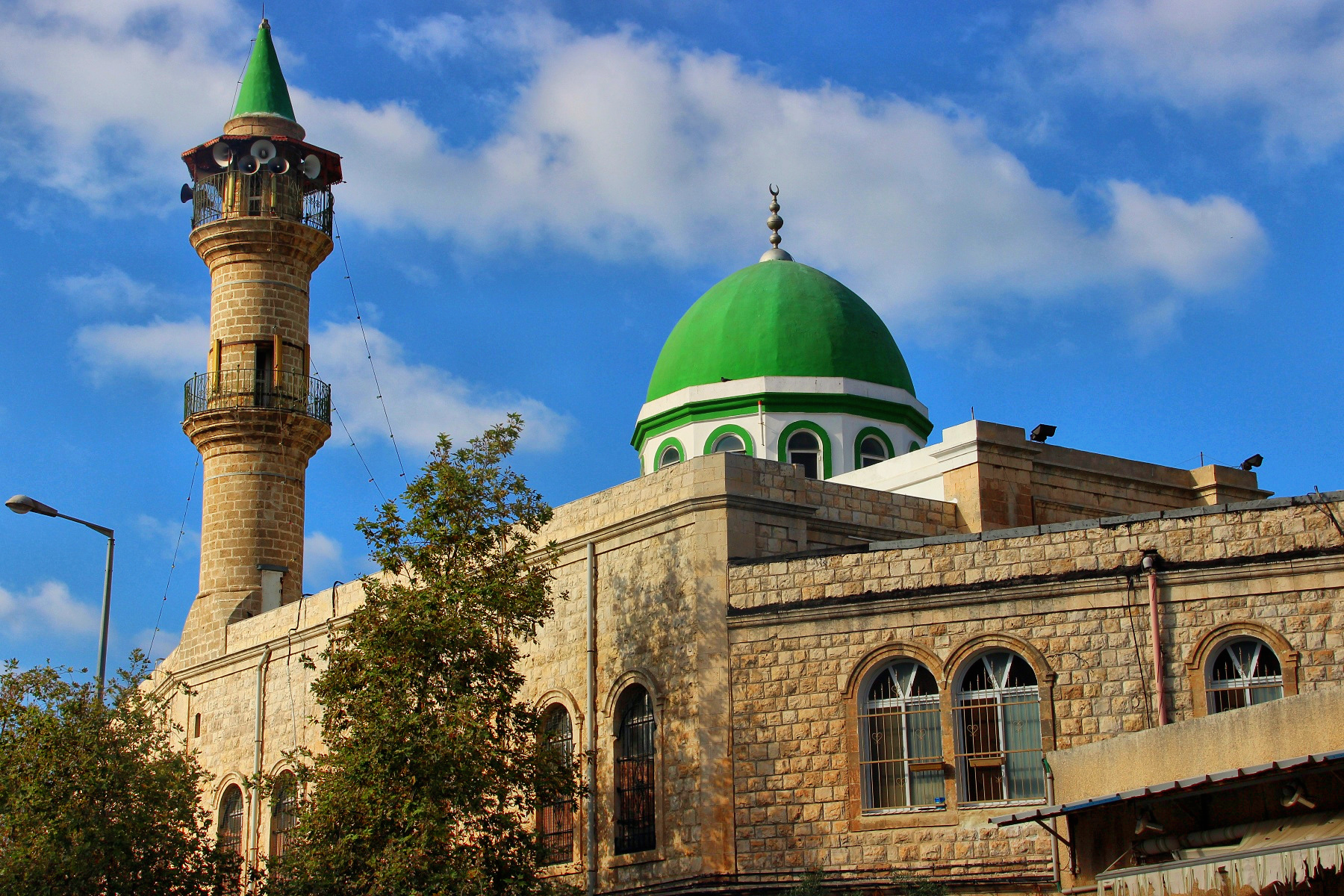
مسجد الإستقلال.

مسجد الاستقلال، مسجد يقع في وسط مدينة حيفا في فلسطين المحتلة، وهو واحد من أربعة مساجد مازالت مفتوحة للصلاة فيها. شيد المسجد في عقد العشرينيات من القرن الماضي،  واشتهر المسجد لارتباط اسمه بالشيخ عز الدين القسام الذي عمل واعظاً فيه حتى استشهاده عام 1935.
في حرب عام 1948 تعرض المسجد لقصف الصهاينة ودمرت مئذنته. تحيط بالمسجد معالم عربية هامة من المدينة، منها عمود فيصل وحمام الباشا ومقبرة الاستقلال.

## وصلات خارجية
- مسجد الإستقلال في حيفا على يوتيوب